# 후피동물
후피동물(厚皮動物, 영어: Pachydermata)은 근대 시기에 가죽이 두꺼운 대형 포유류를 분류해 놓은 구식 분류이다. 고틀리프 스토르와 조르주 퀴비에를 비롯한 대다수의 분류학자들이 코끼리·코뿔소·하마·맥을 묶어 부르는 데 본 용어를 택하고 있었으며, 20세기 이후 유전학의 발달로 인해 퇴보하여 현재는 더 이상 정식으로 사용하지 않는다.